# Skills in Pills
Skills in Pills é o álbum de estreia do supergrupo europeu Lindemann, formado pelo vocalista do Rammstein Till Lindemann e por Peter Tägtgren, fundador do Hypocrisy e do PAIN. O álbum foi lançado em 22 de junho de 2015 pela Warner Music.
Em 22 e 23 de abril, respectivamente, a banda revelou a lista de faixas e a capa do álbum em sua página no Facebook. Em 2 de maio, a banda lançou uma prévia da faixa título. Em 11 de junho, prévias para as faixas restantes foram lançadas também.
Em outubro de 2015, a banda liberou via streaming um lado B de seu segundo single "Fish On", chamado "G-Spot Michael".

## Gravação e conceito
Ao comentar a preparação do álbum, Peter afirmou:
| “ | Nós tratamos tudo por telefone e e-mails sobre como nós queríamos construir a canção em si. Quando finalmente entramos no estúdio, após meio ano de e-mails e coisas assim, ele entrou e mandou ver em quatro canções em 12 horas ou algo assim. | ” |

Ele o definiu como um "álbum de festa [...] Eu o vejo como uma coisa tipo Billy Idol 2015, só que as letras são mais irônicas e engraçadas. É música boa para um esquenta antes de ir pro bar."

## Temática das letras e informações das faixas
Diferentemente do que faz no Rammstein, Till canta todas as faixas em inglês, e não em seu idioma materno, o alemão. Quanto a isso, Peter afirmou:
| “ | Eu não sinto falta do alemão, coloquemos assim. [risos] Sua voz é tão forte, eu só acho que é um gênio. Eu sei que os fãs hardcore do Rammstein podem não ficar felizes mas quando ele canta em inglês você não sente falta da língua alemã. [...] Ele veio da Alemanha Oriental, onde era muito difícil, por causa do comunismo, aprender inglês. Então, para ele, ainda é muito novo. [...] quando o Rammstein saiu da Alemanha, ele aprendeu muito inglês. Para ele, é como um novo começo. | ” |

Till também comentou o assunto:
| “ | É muito diferente e muito difícil também. Eu tive que meio que engatinhar nisso e Peter me encorajou a fazê-lo. Pra ser honesto, eu não estava certo disso. Minha autoconfiança estava muito baixa, mas ficou melhor e melhor. Eu pesquisei bastante com as letras e até minha experiência em escrever e-mails em inglês era tipo zero, então eu tive que aprender muito e trabalhar com dicionários e merdas assim. | ” |

Peter definiu as letras como "assustadoras" e disse: "Leia as entrelinhas e ache a ironia. Não pense que é tudo tão sério. Para nós, não é para provocar. Sim, nós queremos chocar as pessoas mas, como eu disse, é um álbum de festa." Till também comentou o assunto, dizendo: "Nós não queríamos ser muito nojentos ou provocativos ou insultantes. [Esta é] a primeira vez que falantes do inglês podem entender as letras, o que é sempre impossível no Rammstein. É muito sexual, mas é isso que eu fiz no Rammstein por 20 anos, é que ninguém entendia!"
"Ladyboy" foi a primeira faixa escrita pela dupla. "Golden Shower" e "Skills in Pills" são baseadas em experiências pessoais de Til. Sobre a última, ele afirmou: "Eu cresci na parte oriental da Alemanha e nós tínhamos breja, é claro, mas às vezes nós tínhamos essas 'festas de pílulas', onde nós juntávamos umas merdas. Nós colecionávamos as coisas, porque era difícil conseguir medicamentos, e então nós tínhamos orgias de medicamentos o que era bem estranho."
"Praise Abort" foi composta com base em um material que Till gravou em seu smartphone e mandou para Peter. A faixa recebeu um vídeo promocional, lançado em 28 de maio, e definido por Peter como "grotesco" e "muito doentio".

## Embalagens
O álbum veio em várias edições diferentes, incluindo as edições padrão, digitais, especiais, super de luxo e vinil. Esta última inclui uma faixa bônus, enquanto que a edição super de luxo vem também vem com um livro de capa dura e 80 páginas.

## Faixas
Todas as letras escritas por Till Lindemann, todas as músicas compostas por Peter Tägtgren.
| N.º            | Título                | Duração |  |
| 1.             | "Skills in Pills"     | 4:13    |  |
| 2.             | "Ladyboy"             | 3:20    |  |
| 3.             | "Fat"                 | 4:12    |  |
| 4.             | "Fish On"             | 4:12    |  |
| 5.             | "Children of the Sun" | 3:40    |  |
| 6.             | "Home Sweet Home"     | 3:45    |  |
| 7.             | "Cowboy"              | 3:11    |  |
| 8.             | "Golden Shower"       | 4:24    |  |
| 9.             | "Yukon"               | 4:45    |  |
| 10.            | "Praise Abort"        | 4:44    |  |
| Duração total: | Duração total:        | 40:26   |  |

| Faixa bônus da edição de luxo |                   |                                     |         |  |
| N.º                           | Título            | Música                              | Duração |  |
| 11.                           | "That's My Heart" | Tägtgren, Lindemann, Clemens Wijers | 4:35    |  |

## Créditos
Os créditos estão de acordo com o encarte do álbum.

### Pessoal

#### Lindemann
- Till Lindemann – vocais
- Peter Tägtgren – todos os instrumentos, arranjo de orquestra

#### Músicos adicionais
- Clemens Wijers (Carach Angren) – tratamento orquestral, vocais em "That's My Heart"
- Jonas Kjellgren – Banjo em "Cowboy"
- Pärlby Choir – coral infantil

#### Produção
- Peter Tägtgren – produção, engenharia; mixagem (apenas em "Fish On," "Golden Shower," "That's My Heart")
- Jonas Kjellgren – gravação (bateria apenas)
- Stefan Glaumann – mixagem (exceto "Fish On," "Golden Shower," "That's My Heart")
- Svante Forsbäck – masterização
- Jacob Hellner – pós-produção
- Tom van Heesch – edição de pós-produção

#### Capa e design
- Rocket & Wink – capa
- Heilemania – fotografia

### Estúdios
- Abyss Studio, Pärlby – gravaçao, mixagem
- Studio Drispeth Nr. 1 – pré-produção (apenas vocal)
- Hometown Studios, Estocolmo – mixagem
- Chartmakers Audio Mastering, Helsinki – masterização
- Big Island Sound, Stockholm – pós-produção

## Paradas
| Chart                                      | Peak position |
| ------------------------------------------ | ------------- |
| Austrália (ARIA)                           | 17            |
| Áustria (Ö3 Austria Top 40)                | 3             |
| Bélgica (Ultratop Flandres)                | 17            |
| Bélgica (Ultratop Valônia)                 | 24            |
| Canadá (Billboard)                         | 15            |
| Países Baixos (Dutch Charts)               | 6             |
| Finlândia (Suomen virallinen lista)        | 1             |
| França (SNEP)                              | 16            |
| Alemanha (Offizielle Deutsche Charts)      | 1             |
| Hungria (MAHASZ)                           | 2             |
| Itália (FIMI)                              | 33            |
| Coreia do Sul (GAON)                       | 33            |
| Nova Zelândia (RMNZ)                       | 23            |
| Noruega (VG-lista)                         | 9             |
| Polónia (ZPAV)                             | 31            |
| Portugal (AFP)                             | 18            |
| Escócia (Official Scottish Albums)         | 28            |
| Espanha (PROMUSICAE)                       | 28            |
| Suécia (Sverigetopplistan)                 | 27            |
| Suíça (Schweizer Hitparade)                | 2             |
| Reino Unido (UK Albums Chart)              | 35            |
| Reino Unido (UK Digital Albums)            | 71            |
| Estados Unidos (Billboard 200)             | 144           |
| Estados Unidos (Top Hard Rock Albums)      | 2             |
| Estados Unidos (Billboard Top Heatseekers) | 2             |
| Estados Unidos (Top Rock Albums)           | 18            |

## Certificações
| País     | Certificador     | Certificações | Vendas  |
| -------- | ---------------- | ------------- | ------- |
| Alemanha | BVMI da Alemanha | Ouro          | 100,000 |